# جاكلين هيو أوليفر
جاكلين ميندي ماي هيو أوليفر (بالإنجليزية: Jacqueline Mindy-Mae Hughes-Oliver)‏ هي إحصائية أمريكية مولودة في جامايكا، وتشمل اهتماماتها البحثية اكتشاف الأدوية والقياسات الكيميائية. وهي أستاذة في قسم الإحصاء بجامعة ولاية كارولينا الشمالية (NCSU).

## التعليم والمسار المهني
ولدت هيوز-أوليفر في جامايكا، حيث نشأت وذهبت إلى المدرسة، وعاشت مع جدتها هناك بينما كانت والدتها تعمل في الولايات المتحدة، في سينسيناتي.  وأصبحت مواطنة أمريكية في سن الثانية عشرة، وانتقلت إلى الولايات المتحدة في سن الخامسة عشرة. تخرجت بامتياز مع مرتبة الشرف في الرياضيات من جامعة سينسيناتي في عام 1986، وحصلت على درجة الدكتوراه في الإحصاء من جامعة ولاية كارولينا الشمالية في عام 1991، وأصبحت أول حاصلة على الدكتوراه أمريكية من أصل أفريقي في قسمها. أطروحتها بعنوان "Estimation using group-testing procedures: adaptive iteration"، تحت إشراف ويليام هـ. سوالو، وتتعلق باختبار المجموعة التكيفية.
بعد توليها منصب مؤقت في جامعة ويسكونسن في ماديسون، عادت إلى جامعة ولاية كارولينا الشمالية كعضو هيئة تدريس في عام 1992.  وهناك، أدارت المركز الاستكشافي لأبحاث المعلومات الكيميائية وهي مجموعة بحثية كبيرة أسستها في 2005 بمنحة كبيرة من معاهد الصحة الوطنية، وأدارت برنامج الدراسات العليا في الإحصاء ابتداءً من عام 2007.  عملت أيضًا كأستاذة للإحصاء في جامعة جورج ماسون من 2011 إلى 2014، لكنها احتفظت بمنصبها في جامعة ولاية كارولينا الشمالية وعادت إليه.

## جوائز وتكريمات
في عام 2007، تم انتخاب چاكلين لزمالة الجمعية الأمريكية للإحصاء. فازت بجائزة Blackwell-Tapia لعام 2014، والتي مُنحت لمساهماتها في منهجية وتطبيقات الإحصاء وأيضًا لجهودها لزيادة تنوع العلوم الرياضية. حصل عملها أيضًا على تقدير من قبل منظمة Mathemically Gifted & Black في شهر تكريم تاريخ ذوي البشرة السمراء عام 2017.

## وصلات خارجية
- Home page
- Jacqueline Hughes-Oliver, Mathematicians of the African Diaspora, Scott W. Williams, SUNY Buffalo